# Gare de Liège-Vennes
La gare de Liège-Vennes se réfère à deux gares situées à une époque sur la ligne 40, de Liège et Visé, dans l'actuel quartier administratif des Vennes, sur le territoire de la commune de Liège en Belgique.

## Histoire
La première gare, appelée gare ou station de l'exposition, est créée comme gare éphémère de l'Exposition universelle de Liège de 1905, l'actuelle ligne 40 traversant le site de l'exposition dans le quartier des Vennes,. L'exposition est dotée de deux haltes : l'une royale, et l'autre pour le public et la desserte revient en principe à la Compagnie du Nord - Belge.
Juste avant 1905, la portion du chemin de fer entre Angleur et Liège-Longdoz a été déplacée et surélevée afin de réaliser les importants travaux pour aménager le site de l'exposition sur la plaine inondable des Vennes en comblant le « Fourchu-Fossé ». Deux viaducs ferroviaires à arches durent être détruits.
En 1928 un arrêt dans les Vennes est recréé par le Nord - Belge à 400 m vers l'Ourthe de la halte originale, pour être fermé le 1er juillet 1956 lorsque la ligne 40 cesse d'être desservie par des trains omnibus.

## Projet
En 2020, le projet de réouverture d'une halte ferroviaire dans le quartier des Vennes est débattu.